# Ria de Arosa
La ría de Arosa (nom galicien, en espagnol Ria de Arousa) est un ria de Galice et le plus grand d'entre eux.
Il fait partie des Rías Baixas et est situé à cheval entre la Province de La Corogne et la Province de Pontevedra. Il est frontalier du Ría de Muros y Noia et du ria de Pontevedra. Il est délimité au Nord et au Sud par les péninsules de Barbanza et de Salnés.

## Géographie
On y trouve beaucoup d'îles comme l' Île d'Arousa, l'Île de La Toja, l'Île de Sálvora, l'Île de Cortegada et beaucoup de petits îlots comme Noro, As Redondas/Ostreira, Piñeiro, A Bensa, , Rúa ( liste non exhaustive ).
Les cours d'eau principaux sont le Ulla (rivière) et l'Umía.
La zone nord, correspondant à la province de La Corogne, est relativement escarpée, avec la Sierra de Barbanza très proche de la côte.
La zone Sud correspondant à la Province de Pontevedra est peu profonde car c'est une zone alluvionnaire du Rio Umia
On peut également y trouver beaucoup de ponts et de viaducs comme le viaduc du rió Ulla entre Rianxo et Catoira, le viaduc de l'Arosa entre Boiro et Rianxo ou encore le pont de l'Île d'Arosa
Au sud on y cultive le raisin afin de fabriquer de l'Alvarinho.
Plusieurs zones sont classées comme le Complexe dunaire de Corrubedo et lagunes de Carregal et Vixán et le Complexe intermareal Umia-O Grove au titre des parcs galiciens et les îles de Salvora  et Cortegada faisant partie du Parc national des Îles Atlantiques de Galice.

## Biologie
On y trouve beaucoup de phytoplancton. La moule est également cultivée en masse.